# Erblichia odorata
Erblichia odorata es una especie de plantas de la familia Turneraceae. Su nombre común es flor de fuego por el color de sus flores anaranjado brillante; o flor de mayo.

## Clasificación y descripción
Es un árbol que crece de 20-25 m hasta 40 m; tiene una copa en forma triangular, con ramas glabras o pubescentes, las cicatrices foliares son muy evidentes. Hojas alternas o con disposición irregular en la rama, elípticas o lanceoladas, de 5.5-10.6 cm de longitud, 1.3-3.5 cm de ancho, el haz glabro o con algunos pelos solitarios, el envés glabrescente, la costa sobresaliente y esparcidamente pilosa, el margen crenado o ligeramente aserrado, el ápice agudo, obtuso o acuminado, la base cuneada; peciolo ligeramente estriado, de 8-12 mm de longitud, glabro. Presenta flores solitarias, de 6-11.5 cm de longitud; pedicelos de 2-2.5 cm de largo, glabrescentes; sépalos unidos hasta la parte media formando un tubo, de 3.5-6.8 cm de longitud, de 3-6 mm de ancho, glabros o con escasos pelos en la superficie; pétalos anaranjados o rojos, espatulado-lanceolados o redondeados-espatulados, atenuados hacia la base, de 5-7.5 cm de longitud, de 2-3 cm de ancho, con una uña en la parte inferior; glabros, la nervación de color moreno; estambres lineares o dilatados hacia la base, de 3-4.3 cm de longitud, pilosos en la parte inferior, las anteras dorsifijas, con dehiscencia longitudinal, de 5 mm de longitud; ovario súpero, elipsoide, de hasta 10 mm de longitud, de 3 mm de ancho, glabro, las ramas estilares de 3 cm de longitud, glabras, los estigmas irregularmente fimbriados. Los fruto son cápsula de color verde, miden de 0.8-2.8 cm de longitud, 0.5-1.5 cm de ancho, septicida, formando 3 valvas, abriéndose desde el ápice, la superficie ampolosa, glabra o puberulenta, con pelos simples en el ápice y en la base.

## Distribución y hábitat
Se encuentra en selva alta perennifolia y selva mediana subperennifolia, su rango altitudinal es de 0 a los 900 m s. n. m. En México en los estados de Veracruz, Oaxaca, Chiapas; Guatemala, Belice, El Salvador, Honduras, Costa Rica y Panamá.

## Estado de conservación
Se considera como endémica de Mesoamérica y tiene usos ornamentales.